# メリダ山脈
メリダ山脈（メリダさんみゃく、西: Cordillera de Mérida）は、ベネズエラ西部の山脈である。アンデス山脈の一部なので、メリダ山脈を含む地方はベネズエラでロスアンデス (Los Andes) と呼ばれる。
メリダ山脈は長さ約500キロメートル、幅約100キロメートルほどで南西から北東に伸びる。大陸規模のアンデス山脈の一部で、その北東端にあたる。メリダ山脈は南西のコロンビア国境でやはりアンデス山脈の一部であるオリエンタル山脈に連なる。北東ではベネズエラの北部山地につながるが、そちらはアンデスよりずっと古い時代にできたものである。
山脈の北西の麓はマラカイボ湖とその周囲の平地・低湿地で、南東にはリャノが広がる。暑熱が厳しい低地よりも過ごしやすいため、メリダを初めとする都市や町は麓の低地よりこの山脈中の盆地・谷に多い。
最高峰はボリバル山（Pico Bolivar）の5,007mである。高い山には降雪、積雪がある。